# Strobilanthes simplex
Strobilanthes simplex är en akantusväxtart som beskrevs av John Richard Ironside Wood. Strobilanthes simplex ingår i släktet Strobilanthes och familjen akantusväxter. Inga underarter finns listade i Catalogue of Life.